# Iàn'ài yǔ yìwù
Iiàn'ài yǔ yìwù (chino tradicional: 戀愛與義務 chino simplificado:恋爱与义务 español Amor y deber) es una película muda china de 1931, dirigida por Bu Wancang y protagonizada por Ruan Lingyu y Jin Yan. Fue la segunda colaboración entre el director y la actriz Ruan Lingyu.

## Trama
La película cuenta la historia de Yang Naifan (Ruan Lingyu) que escapa de su matrimonio para estar con su verdadero amor, Li Zuyi (Jin Yan) y muestra la pobreza que los protagonistas deben soportar por haber roto con la tradición del matrimonio.
Comienza en una calle transitada, donde un joven, Li Zuyi, queda impresionado por la belleza de Yang Naifan, que está de camino a su casa desde la universidad. Él la sigue hasta su casa iniciando una relación romántica que termina cuando el padre de Yang arregla su matrimonio con un hombre que es amable, pero que ella no ama. Luego de casarse la pareja tiene dos hijos a los que ella ama mucho. Un día, Li Zuyi la encuentra por casualidad en un parque, reavivando su amor anterior. Yang abandona a su esposo e hijos para ir con él, sobreviviendo en un apartamento miserable. De su amor pronto nace una hija, pero el estrés de su dura vida termina por matar a Li Zuyi. Por el bien de su hija, Yang resiste el impulso de suicidarse.
Los años pasan a medida que su hija se convierte en una adolescente atractiva, mientras Yang se ha vuelto una talentosa costurera que gana lo suficiente como para sostener a la familia. Un día, su esposo, sin reconocerla, la contrata para diseñar algunas ropas para sus hijos adolescentes. Por supuesto, también son hijos de Yang, aunque ella solo logra controlar sus emociones cuando las mide para el vestuario. Yang cree que el pecado de abandonar a su esposo e hijos amenaza el futuro de su hija y se suicida, dejando una carta rogándole a su esposo que cuide a su hija como si fuera suya. Él lo hace pues nunca ha dejado de amar a Yang.

## Producción

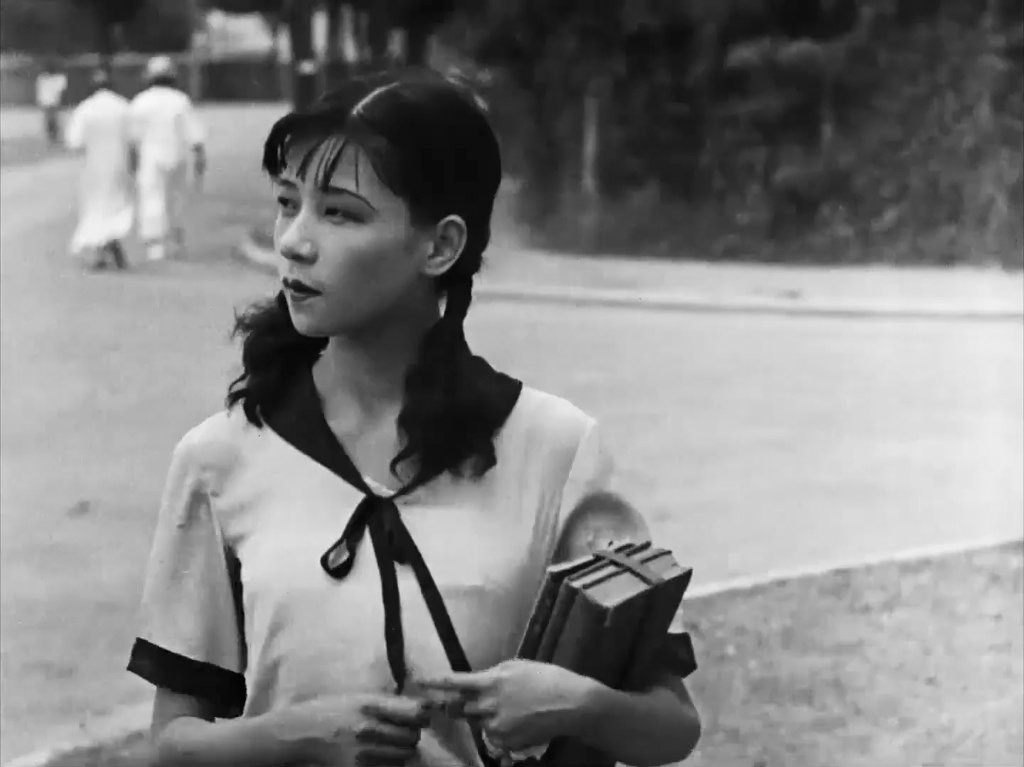
Ruan Lingyu, en la escena de apertura.

Basado en una novela de una expatriada polaca, "Rosen-hoa" ("Ho Ro-se"), que se había casado con un ingeniero chino, Iàn'ài yǔ yìwù, se convirtió en una de las primeras películas producidas por la productora cinematográfica de izquierdista Lianhua Film Company.
La película fue muy popular en su día, en gran parte debido a la unión de Ruan Lingyu, que ya era una de las favoritas de la industria cinematográfica de Shanghái, y Jin Yan, un actor nacido en Corea que fue uno de los principales cine chino.

## Redescubrimiento
Durante muchos años se creyó que la película se había perdido, hasta que se descubrió una copia completa archivada en Uruguay en la década de 1990. La copia redescubierta fue enviada a Taiwán en 1993 y ahora se encuentra en el Archivo de Cine de Taipéi. Desde su redescubrimiento, la película ha sido circulada en varios festivales de cine y retrospectivas de cine chino en todo el mundo. En 2014, Iàn'ài yǔ yìwù se sometió a una restauración digital de 2K en L'Immagine Ritrovata de Italia, después de lo cual se proyectó en el Festival de Cine de Shanghái ese mismo año.

## Adaptaciones
Iàn'ài yǔ yìwù ha sido adaptada dos veces, una en 1938 y otra en 1955. La primera adaptación corrió a cargo del estudio Xinhua Film Company parte de los estudios de "isla huérfana" de Shanghái en tiempo de guerra (es decir, operando dentro de la Concesión Internacional de Shanghái), nuevamente dirigida por Bu Wancang, con Jin Yan repitiendo su papel anterior y Yuan Meiyun en el papel creado originalmente por Ruan Lingyu. La segunda adaptación fue realizado por Shaw Brothers Studio un estudio de Hong Kong . Ambas adaptaciones fueron películas sonoras en el dialecto mandarín.